# Морозов Сергій Олександрович
Сергій Олександрович Морозов (нар. 3 січня 1986) — український футболіст, нападник.

## Життєпис
Вихованець СДЮШОР «Металург» (Запоріжжя). З березня 2004 року грав у другій команді «Металурга», а 22 травня того ж року в поєдинку проти «Оболоні» дебютував у вищому дивізіоні. Всього в головній клубній команді зіграв 7 матчів. 62 матчі зіграв у «Металурзі-2» та 53 — у дублі «металургів». У складі «дублерів» ставав срібним призером першості 2007/08.
У 2005 році провів 4 матчі в складі юнацької збірної України (U-19) Юрія Калитвинцева. В одному з матчів Морозов забив два м'ячі у ворота однолітків з Іспанії.